# Recherches sur la nature et les causes de la richesse des nations
Vous lisez un « article de qualité » labellisé en 2007.
Recherches sur la nature et les causes de la richesse des nations (en anglais, An Inquiry into the Nature and Causes of the Wealth of Nations), ou plus simplement la Richesse des nations, est le plus célèbre ouvrage d’Adam Smith. Publié en 1776, il est souvent considéré comme le premier livre moderne d’économie.
Smith y expose son analyse sur l’origine de la prospérité récente de certains pays, comme l’Angleterre ou les Pays-Bas. Il développe des théories économiques sur la division du travail, le marché, la monnaie, la nature de la richesse, le « prix des marchandises en travail », les salaires, les profits et l’accumulation du capital. Il examine différents systèmes d’économie politique, en particulier le mercantilisme et la physiocratie. Il développe aussi l’idée d’un ordre naturel, le « système de liberté naturelle », résultant de l’intérêt individuel se résolvant en intérêt général par le jeu de la libre entreprise, de la libre concurrence et de la liberté des échanges.
La Richesse des nations est un des ouvrages socio-politico-économiques les plus importants de cette discipline (pour l'économiste indien du développement Amartya Sen, « le plus grand livre jamais écrit sur la vie économique »). Il est le document fondateur de la théorie classique en économie et, selon certains, du libéralisme économique.

## Genèse

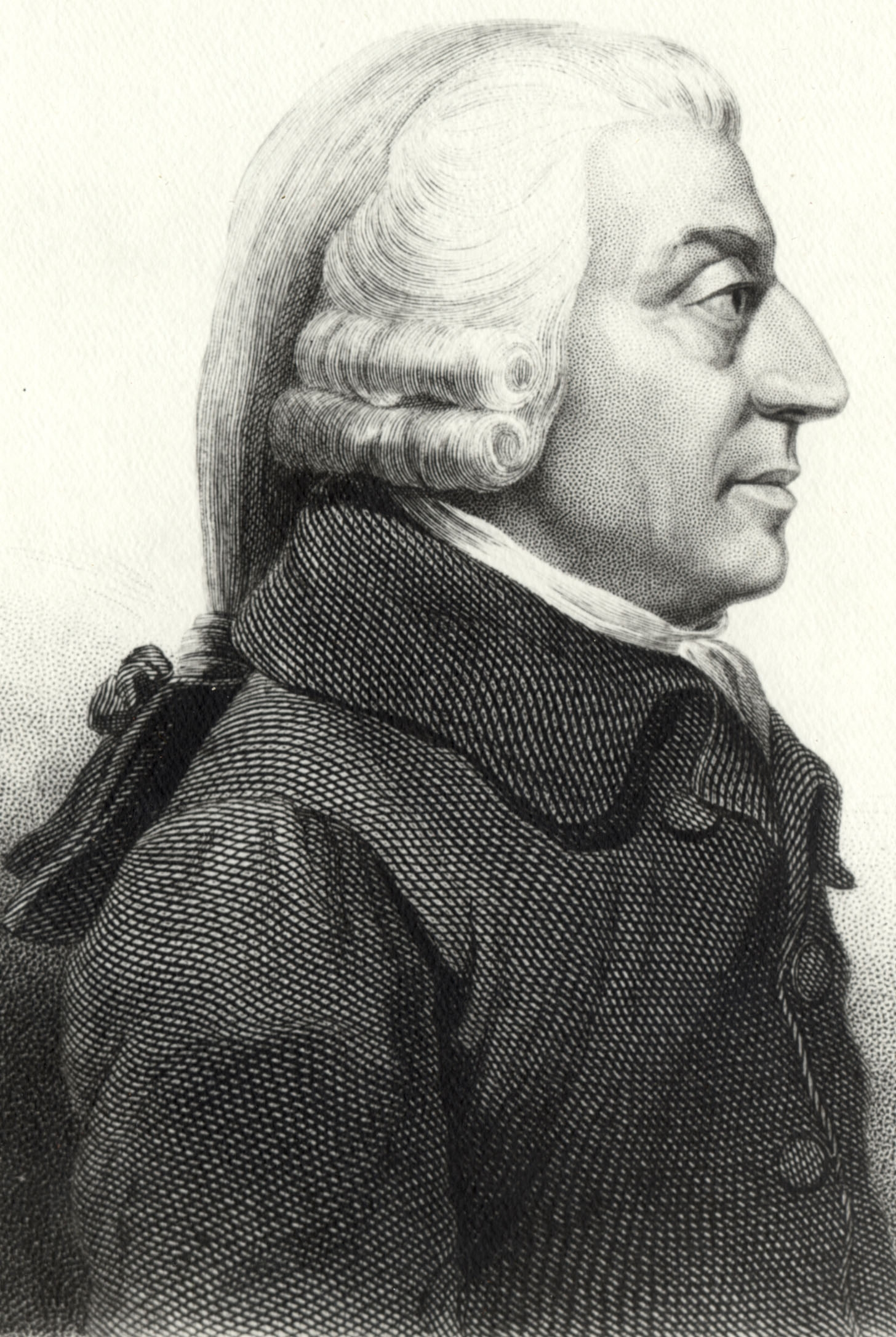
Adam Smith

Adam Smith entame la rédaction de la Richesse des nations en 1764, alors qu’il est tuteur d'Henry Scott, jeune duc de Buccleugh alors âgé de 18 ans (charge pour laquelle il est généreusement rétribué, avec une pension à vie). À l’occasion d’un « Grand Tour » de l’Europe avec son élève, il séjourne dix-huit mois à Toulouse, sur l’invitation de l’abbé Seignelay Colbert. Smith parle peu le français, la plupart des écrivains et philosophes qu’il espérait rencontrer à Toulouse n’y sont pas, et il s’y ennuie rapidement. Dans une lettre adressée à David Hume, Smith annonce qu’il a « commencé à rédiger un livre afin de passer le temps ». Smith nourrissait en fait ce projet depuis qu’il était professeur à Glasgow, où il enseignait entre autres l’économie politique, et on en trouve une allusion à la fin du premier livre de la Théorie des sentiments moraux (1759), l’ouvrage de philosophie morale qui l’a fait connaître.
À la fin de 1764, il profite d’un voyage à l’assemblée des États de Languedoc à Montpellier, région la plus libérale de l’Ancien Régime, où il fait adopter le libre commerce du grain ; des traces en sont conservées dans le livre. Il visite également la Suisse où il rencontre Voltaire, puis Paris où son ami le philosophe David Hume l’introduit dans les plus grands salons. Il y discute avec les physiocrates François Quesnay et Turgot, qui stimulent son inspiration, ainsi qu’avec Benjamin Franklin, Diderot, d’Alembert, Condillac et Necker ; il correspond pendant plusieurs années avec ce dernier.
Après son retour en Grande-Bretagne en 1766, Smith possède un patrimoine suffisant pour lui permettre de se consacrer à son ouvrage à plein temps, et il rentre à Kirkcaldy après quelques mois passés à Londres. La rédaction reste très lente, entre autres en raison des ennuis de santé de Smith. David Hume s’impatiente, et en novembre 1772 lui enjoint de finir son œuvre avant l’automne suivant « pour se faire pardonner ». En 1773, Smith s’installe à Londres pour terminer son manuscrit et trouver un éditeur. Il faut encore trois ans pour que la Richesse des nations soit publiée, en mars 1776. Smith souhaitait dédier son livre à François Quesnay, mais la mort de ce dernier en 1774 l’en empêche.

## Vue d’ensemble
Selon Dugald Stewart, le premier biographe de Smith, le mérite principal de la Richesse des nations ne vient pas de l’originalité de ses principes, mais du raisonnement systématique, scientifique, utilisé pour les valider, et de la clarté avec laquelle ils sont exprimés. En ce sens, l’ouvrage est une synthèse des sujets les plus importants d’économie politique, une synthèse audacieuse qui va bien au-delà de toute autre analyse contemporaine. Parmi les observateurs antérieurs à Smith qui l’ont inspiré se trouvent John Locke, Bernard Mandeville, William Petty, Richard Cantillon, Turgot ainsi que bien sûr François Quesnay et David Hume.
La pensée de Smith est inspirée par plusieurs principes partagés par les Lumières écossaises : l’étude de la nature humaine est un sujet primordial, indispensable ; la méthode expérimentale de Newton est la plus appropriée à l’étude de l’homme ; la nature humaine est invariante en tous lieux et en tous temps. Pour Donald White, Smith est également convaincu de l’existence d’une progression du développement humain (le progrès) par des étapes bien définies, et on retrouve explicitement cette idée dans le modèle de développement économique en quatre étapes présenté dans la Richesse des nations.
Si Smith est aujourd’hui surtout connu en tant qu’économiste, il se considérait avant tout comme professeur de philosophie morale (qu’il avait enseignée à Glasgow). Ainsi, la Richesse des nations ne traite pas seulement d’économie (au sens moderne), mais aussi d’économie politique, de droit, de morale, de psychologie, de politique, d’histoire, ainsi que de l’interaction et de l’interdépendance entre toutes ces disciplines. L’ouvrage, centré sur la notion d’intérêt personnel, forme un ensemble avec la Théorie des sentiments moraux, où il avait exposé la sympathie inhérente à la nature humaine. L’ensemble devait être complété par un livre sur la jurisprudence que Smith n’a pu terminer, et dont il a fait brûler le manuscrit à sa mort.

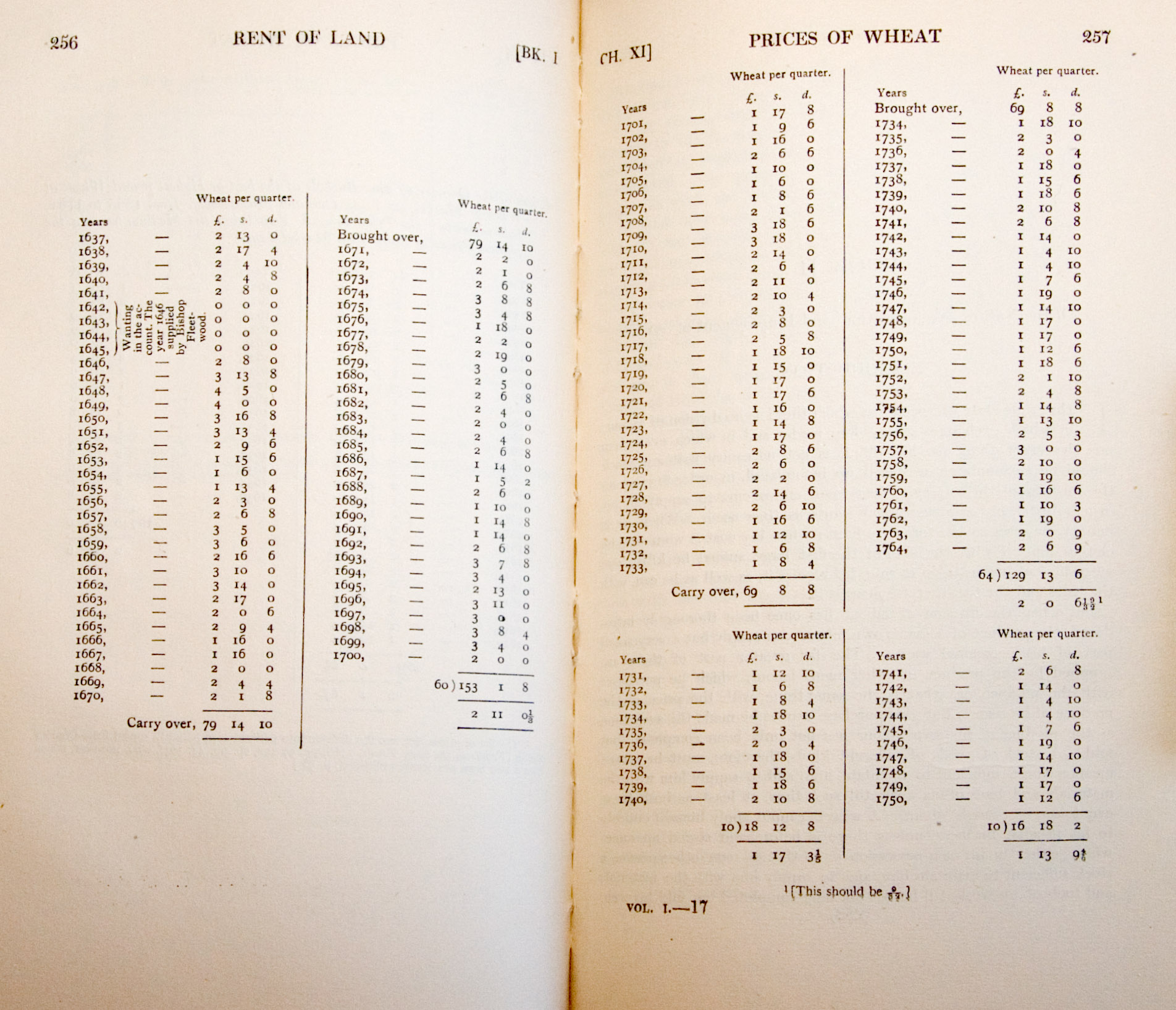
Tables du prix du blé entre 1637 et 1750, parmi les nombreuses références empiriques de la Richesse des nations

La problématique de la Richesse des nations est double : d’une part, expliquer pourquoi une société mue par l’intérêt personnel peut subsister ; d’autre part, décrire comment le « système de liberté naturelle » est apparu et comment il fonctionne.
À cet effet, Smith utilise systématiquement des données empiriques (exemples et statistiques) pour valider les principes qu’il expose, une « avidité de faits » (l’index fait 63 pages) qui sera dénoncée par certains de ses successeurs après la « révolution ricardienne ». Ainsi, Nassau Senior déplore « l'importance exagérée que de nombreux économistes accordent à collecter des données ». Les raisonnements abstraits sont maintenus au strict minimum et, pour Jacob Viner, Smith « doutait largement que l'abstraction puisse apporter la compréhension du monde réel ou guider à elle seule le législateur ou l'homme d'État ».
S’il utilise un ton résolument optimiste au sujet de la croissance économique, il met aussi en garde contre le risque d’aliénation que peut susciter la division du travail.

### Plan
La Richesse des nations est composée de cinq livres, dont les thèmes selon Emma Rothschild et Amartya Sen sont :
1. Des causes qui ont perfectionné les facultés productives du travail, et de l’ordre suivant lequel ses produits se distribuent naturellement dans les différentes classes du peuple (sur la nature humaine, le travail, et « l'habileté, la dextérité et l'intelligence qu'on y apporte[14] ») ;
2. De la nature des fonds ou capitaux de leur accumulation et de leur emploi (description des marchands et du capital) ;
3. De la marche différente et des progrès de l’opulence chez différentes nations (histoire du développement économique et politique économique) ;
4. Des systèmes d’économie politique (en particulier, le système du commerce international) ;
5. Du revenu du souverain ou de la république (revenus, dépenses, et objectifs du gouvernement)

## Thèmes et idées

### La division du travail et l’intérêt personnel

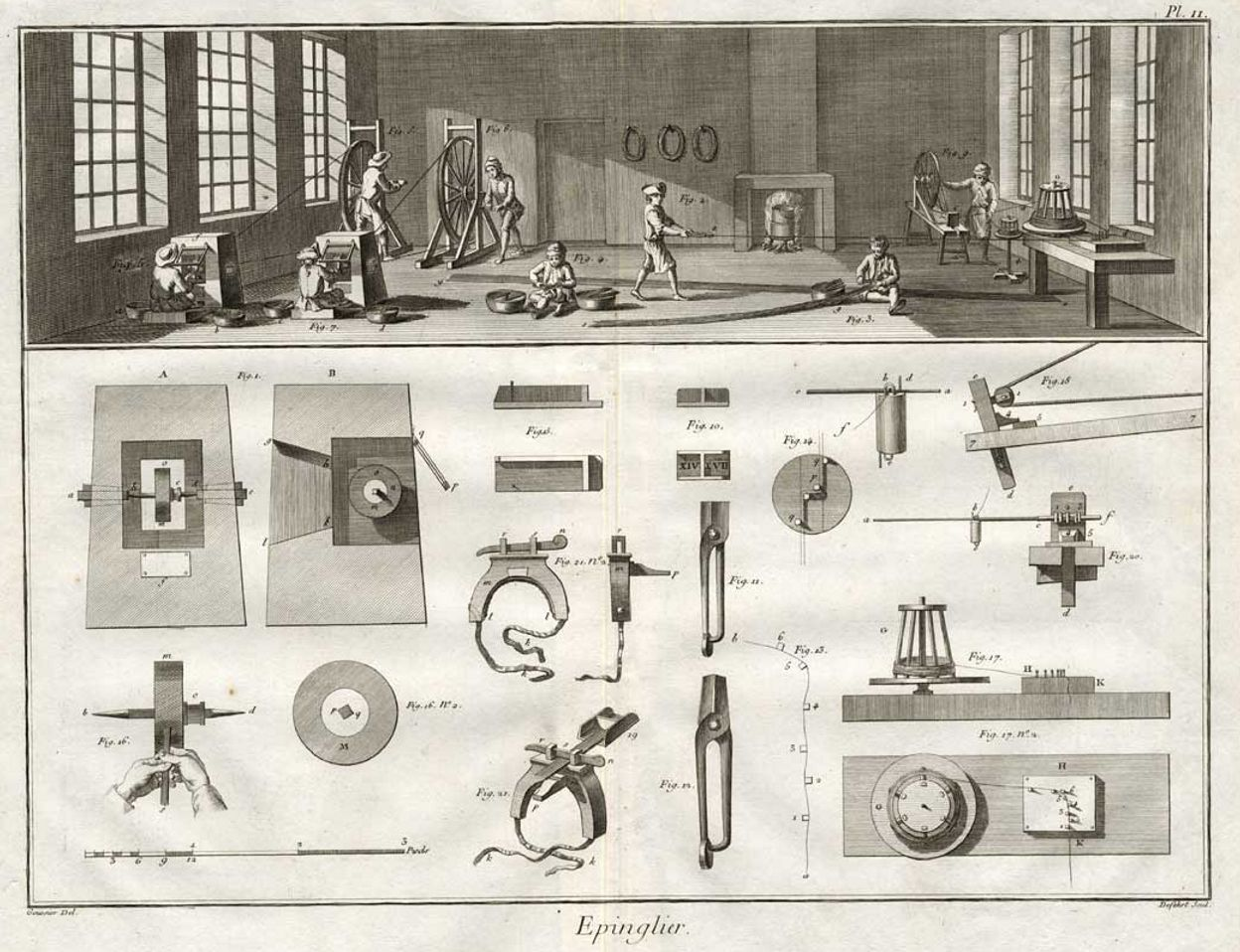
Fabrication des épingles, planche de l’Encyclopédie

Smith part de la constatation que « Le Travail annuel d'une nation est le fonds primitif qui fournit à sa consommation annuelle toutes les choses nécessaires et commodes à la vie ; et ces choses sont toujours ou le produit immédiat de ce travail, ou achetées des autres nations avec ce produit. » Il ne fait pas du travail le seul facteur de production, mais marque son importance dès le début de l’ouvrage, ce qui le distingue d’emblée des physiocrates et des mercantilistes. L’amélioration de la productivité du travail dépend en grande partie de sa division, illustrée par le célèbre exemple de la fabrique d’épingles (inspiré de l’Encyclopédie de Diderot et d’Alembert) : là où un homme seul, non formé, ne pourrait guère fabriquer plus d’une épingle par jour, la fabrique emploie les ouvriers à plusieurs tâches distinctes (tirer le fil de métal, couper, empointer, émoudre, etc.), et parvient ainsi à produire près de 5 000 épingles par ouvrier employé. La division du travail s’applique plus facilement aux manufactures qu’à l’agriculture, ce qui explique le retard de productivité de celle-ci.

La division du travail elle-même ne provient pas de la sagesse humaine ou d’un plan préétabli, mais est la conséquence « d'une certaine propension dans la nature humaine […] à transporter, troquer, et échanger une chose contre une autre. » Et la motivation de cette tendance à l’échange n’est pas la bienveillance, mais l’intérêt personnel, c’est-à-dire le désir d’améliorer sa propre condition : 

« Mais l'homme a presque continuellement besoin du secours de
ses semblables, et c'est en vain qu'il l'attendrait de leur seule bienveillance. […] Ce n'est pas de la bienveillance du boucher, du marchand de bière et du boulanger, que nous attendons notre dîner, mais bien du soin qu'ils apportent à leurs intérêts. Nous ne nous adressons pas à leur humanité, mais à leur égoïsme [self-love en version originale, qui ne signifie pas du tout "égoïsme"] ; et ce n'est jamais de nos besoins que nous leur parlons, c'est toujours de leur avantage. […] La plus grande partie de ces besoins du moment se trouvent satisfaits, comme ceux des autres hommes, par traité, par échange et par achat. »

Ainsi, même une société où la bienveillance n’existe pas envers les inconnus, où les individus poursuivent chacun de son côté leur intérêt personnel, où les échanges économiques se font entre « mercenaires », peut prospérer sur la base de la coopération. À l’occasion de l’étude du comportement des animaux, Smith conclut également que les humains sont les seuls parmi ceux-ci à se rendre compte qu’ils ont tout à gagner en participant volontairement à un système économique où chacun travaille pour fournir des biens à tous : l’intérêt personnel n’est pas leur seule motivation, car il rendrait toute négociation impossible ; un homme est aussi capable de comprendre l’intérêt personnel de son partenaire (un exemple de sympathie) et de parvenir à un échange mutuellement bénéfique.
Si l’intérêt personnel tient une place importante dans la Richesse des nations, c’est aussi parce que Smith n’y analyse que le seul aspect économique de la relation de l’homme à la société. La Théorie des sentiments moraux offre une perspective bien plus large et présente une théorie du lien social qui n’est pas reproduite dans la Richesse des nations ; elle démontre que la vision de Smith ne se résume pas à celle d’un Homo œconomicus. Néanmoins, la contradiction apparente entre les deux œuvres majeures de Smith a donné naissance à un « problème Adam Smith » dans la littérature économique, aujourd’hui caduc.
Smith montre ensuite qu’une certaine accumulation de capital est nécessaire à la mise en place de la division du travail, et que la seule limite à celle-ci est la taille du marché. Cette proposition a été considérée comme « une des plus brillantes généralisations que l'on puisse trouver dans toute la littérature économique ». Le progrès vient ainsi de la division accrue du travail, qui vient elle-même d’un penchant naturel de l’homme. L’échange, naturel et spontané, s’inscrit dans le « système de liberté naturelle » qui sous-tend tout l’ouvrage.

Smith est également conscient des effets néfastes d’une division accrue du travail : 

« Un homme qui passe toute sa vie à remplir un petit nombre d'opérations simples, dont les effets sont aussi peut-être toujours les mêmes ou très approchant les mêmes, n'a pas lieu de développer son intelligence ni d'exercer son imagination à chercher des expédients pour écarter des difficultés qui ne se rencontrent jamais ; il perd donc naturellement l'habitude de déployer ou d'exercer ces facultés et devient, en général, aussi stupide et aussi ignorant qu'il soit possible à une créature humaine de le devenir ; l'engourdissement de ses facultés morales le rend non seulement incapable de goûter aucune conversation raisonnable ni d'y prendre part, mais même d'éprouver aucune affection noble, généreuse ou tendre et, par conséquent, de former aucun jugement un peu juste sur la plupart des devoirs même les plus ordinaires de la vie privée. »

 L’individu devient alors incapable de former un jugement moral, tel qu’il est décrit dans la Théorie des sentiments moraux. Pour empêcher cet état, Smith recommande une intervention du gouvernement, qui doit prendre en charge l’éducation de la population.

### La valeur travail et la monnaie
Une fois la division établie, chaque membre de la société doit avoir recours aux autres pour se procurer ce dont il a besoin ; il est donc nécessaire d’avoir un moyen d’échange, la monnaie. La possibilité d’échanger des biens entre eux, ou contre de la monnaie, fait à son tour apparaître la notion de valeur. La « valeur » possède deux sens : la valeur d’usage, ou utilité, et la valeur d’échange. Smith s’attache surtout à la seconde (il pose, mais ne résout pas, le paradoxe de l’eau et du diamant au sujet de la première). Comment la mesurer ? Quel est le facteur qui détermine la quantité d’un bien à échanger contre un autre ? Pour lui, « c'est du travail d'autrui qu'il lui faut attendre la plus grande partie de toutes ces jouissances; ainsi, il sera riche ou pauvre, selon la quantité de travail qu'il pourra commander ou qu'il sera en état d'acheter. […] Le travail est donc la mesure réelle de la valeur échangeable de toute marchandise. »
La valeur du travail est invariante : « Des quantités égales de travail doivent être, dans tous les temps et dans tous les lieux, d'une valeur égale pour le travailleur. […] Ainsi, le travail, ne variant jamais dans sa valeur propre, est la seule mesure réelle et définitive qui puisse servir, dans tous les temps et dans tous les lieux, à apprécier et à comparer la valeur de toutes les marchandises. Il est leur prix réel ; l'argent n'est que leur prix nominal. »
Cette théorie de la valeur, qui ignore la demande et se base exclusivement sur les coûts de production, s’imposera pendant près d’un siècle, jusqu’à ce que William Jevons, Carl Menger et Léon Walras introduisent le marginalisme.
Pour Smith, la monnaie n’est donc pas la valeur en soi, et l’accumulation de monnaie est sans intérêt économique pour un pays. La monnaie est toutefois le moyen de mesure pratique de la valeur des transactions, ainsi que le moyen d’échange de cette valeur. Pour remplir ces fonctions, les métaux précieux sont particulièrement appropriés, car leur propre valeur varie peu sur des périodes de temps raisonnables. Sur le long terme, le blé est un meilleur étalon. Cependant, les métaux précieux ont eux-mêmes un coût important, et il propose donc de les remplacer par le papier-monnaie, suivant un ratio strict afin d’éviter l’émission sans contrepartie. Le système bancaire résultant devient alors « une espèce de grand chemin dans les airs, donn[a]nt au pays la facilité de convertir une grande partie de ses grandes routes en bons pâturages et en bonnes terres à blé ».

### Les facteurs de production
Dans une économie primitive, on peut considérer que seule la quantité de travail utilisée pour produire un bien détermine sa valeur d’échange, mais dans une économie avancée la formation des prix est plus complexe, et se décompose en trois éléments : le salaire, le profit, et la rente foncière ou fermage, qui sont la rémunération des trois facteurs de production : le travail, le capital, et la terre[réf. nécessaire]. Smith distingue également trois secteurs d’activité : l’agriculture, la manufacture, et le commerce.
Les distinctions entre les facteurs de production, et la forme que leur rémunération prend pour les différentes classes sociales (salariés, propriétaires de capitaux et propriétaires terriens ou rentiers), occupent l’essentiel du livre I de la Richesse des nations. Les motivations de ces classes ne sont pas les mêmes, et ne coïncident pas nécessairement avec l’intérêt général.
Cette distinction nette entre rémunérations des différents facteurs de production est typique de l’École classique, il faudra attendre la révolution néoclassique de la fin du XIXe siècle pour que la rémunération des facteurs soit intégrée au prix de la production.

### La formation des prix, la concurrence et le marché
Les salaires sont la compensation directe du travail, c’est-à-dire la location de la capacité productive du travailleur. Le profit survient lorsque le stock de valeur ou capital, accumulé par une personne, est employé pour mettre d’autres personnes au travail, en leur fournissant un outil de travail, des matières premières et un salaire, afin de réaliser un bénéfice (espéré et non garanti) en vendant ce qu’ils produisent. Le profit est ainsi la récompense d’un risque et d’un effort. La rente foncière existe dès que tout le territoire d’un pays est aux mains de personnes privées : « les propriétaires, comme tous les autres hommes, aiment à recueillir où ils n'ont pas semé, et ils demandent une Rente, même pour le produit naturel de la terre. ». Elle est payée par les fermiers aux propriétaires en contrepartie du droit d’exploiter la terre, qui est une ressource rare et productive. Elle ne requiert aucun effort de la part des propriétaires.
Différents types de biens font intervenir ces éléments dans des proportions différentes, et ont des prix différents. Puisque ces trois éléments entrent en compte dans le prix de presque tous les biens, il existe en tout lieu une rémunération moyenne pour chacun d’entre eux, c’est-à-dire une série de taux moyens ou naturels. Le prix naturel d’un bien doit être suffisant pour payer la rente, le travail, et le profit qui ont été nécessaires à sa fabrication. Le prix de marché peut être plus ou moins élevé que ce prix naturel, en fonction de l’offre et de la demande, mais il fluctue autour de celui-ci, du fait de la concurrence. En effet, un producteur qui n’écoute que son intérêt personnel se trouve confronté à ses concurrents (ceux qui vendent le même produit) : s’il vend ses biens trop cher, il perd ses clients au profit de ses concurrents qui vendent moins cher, s’il paie ses employés trop mal, c’est eux qu’il perd et partent vers le concurrent qui paye mieux. Le marché concurrentiel se charge ainsi de la production des biens demandés par le public, au prix qu’il est prêt à payer, et rémunère les producteurs en fonction du succès de leur production.
Dans certains cas, cependant, un monopole (un seul vendeur en face d'une multitude d'acheteurs) peut avoir été accordé à un individu ou une compagnie. En ne répondant jamais à la demande effective, le monopolisateur peut constamment vendre au-dessus du prix naturel, et donc obtenir un bénéfice supérieur au taux naturel. Ainsi, « Le prix de monopole est, à tous les moments, le plus haut qu'il soit possible de retirer. », tandis que le prix naturel est, au contraire, « le plus bas dont les vendeurs puissent généralement se contenter, pour pouvoir en même temps continuer leur commerce ».
La part des trois éléments (salaire, profit et rente) d’un prix varie avec les circonstances. Le niveau des salaires est déterminé par l’affrontement des intérêts des travailleurs et de maîtres : « les ouvriers désirent gagner le plus possible; les maîtres, donner le moins qu'ils peuvent ; les premiers sont disposés à se concerter pour élever les salaires, les seconds pour les abaisser. » Les maîtres ont souvent l’avantage dans ce conflit. Cependant, il existe un salaire minimum de facto : le salaire de subsistance, qui permet à peine à un salarié d’élever sa famille. (Smith cite à cette occasion Richard Cantillon, une des nombreuses citations directes de la Richesse des nations.) Parfois même, les circonstances peuvent favoriser les salariés : lorsque les profits augmentent, un propriétaire, un rentier ou un capitaliste peut entretenir de nouveaux domestiques, ce qui augmente la demande de travail et, par conséquent, les salaires du travail ; de même lorsqu’un ouvrier indépendant emploie des journaliers. L’augmentation de la richesse nationale donne alors lieu à une hausse des salaires du travail, et les salariés sont les mieux payés là où la richesse augmente le plus vite, ce que Smith illustre par les exemples des colonies britanniques d’Amérique du Nord, de la Grande-Bretagne elle-même, de la Chine et de l’Inde. Cette augmentation des salaires est tout à fait souhaitable :

« Assurément, on ne doit pas regarder comme heureuse et prospère une société dont les membres les plus nombreux sont réduits à la pauvreté et à la misère. La seule équité, d'ailleurs, exige que ceux qui nourrissent, habillent et logent tout le corps de la nation, aient, dans le produit de leur propre travail, une part suffisante pour être eux-mêmes passablement nourris, vêtus et logés. »

Le profit moyen, lui, est pratiquement impossible à déterminer, du fait de sa grande volatilité entre secteurs ainsi qu’entre années. Smith propose de s’en approcher en étudiant le taux d’intérêt de l’argent. Sur la base d’une étude comparative entre plusieurs pays et plusieurs époques, il conclut qu’« à mesure de l’augmentation des richesses de l’industrie et de la population, l’intérêt a diminué. » Si le taux de profit diminue tendanciellement, le stock de capital, lui, augmente, car la baisse du taux est compensée par un volume de départ plus important, puisque « l'argent fait l'argent ».
L’équilibre entre revenus du travail et du capital provient de la concurrence : « chacun des divers emplois du travail et du capital, dans un même canton, doit nécessairement offrir une balance d'avantages et de désavantages qui établisse ou qui tende continuellement à établir une parfaite égalité entre tous ces emplois. Si, dans un même canton, il y avait quelque emploi qui fût évidemment plus ou moins avantageux que tous les autres, tant de gens viendraient à s'y jeter dans un cas, ou à l'abandonner dans l'autre, que ses avantages se remettraient bien vite de niveau avec ceux des autres emplois. » Par exemple, si les consommateurs décident d’acheter plus de gants et moins de chaussures, le prix des gants tend à monter tandis que celui des chaussures tend à descendre. Alors, les profits des gantiers augmentent tandis que ceux des chausseurs diminuent. Par conséquent, des emplois dans le secteur de la chaussure disparaissent, tandis que des emplois dans le secteur du gant sont créés. Finalement, la production de gants augmente et la production de chaussures diminue, pour s’ajuster au nouvel équilibre du marché. L’allocation de la production (et des ressources) s’est ainsi ajustée aux nouveaux désirs de la population, ceci sans la moindre planification. Cet équilibre de marché n’interdit pas les inégalités : pour Smith, dans une société libre, les inégalités de salaire proviennent de la pénibilité de l’emploi ou de sa propreté, de sa facilité d’apprentissage, de sa régularité d’occupation, de son statut, et de ses chances de succès. De ces cinq sources d’inégalités, seules deux influent sur le taux de profit du capital : l’agrément et la certitude des rentrées.

### Distorsions causées par l’État
Il juge également que l'activité de la nation faite en toute liberté est plus avantageuse que celle faite par la régulation : « Un commerce que l’on force au moyen de primes et de monopoles peut être désavantageux et l’est couramment pour le pays en faveur duquel on a voulu le créer […] tandis que le commerce qui, sans être forcé ni contraint, s’établit naturellement et régulièrement entre deux places est toujours avantageux pour les deux, même s’il ne l’est pas également » (livre IV, p. 503–504).
Mais l’État (la « police de l'Europe ») est capable de causer des inégalités bien supérieures : en restreignant la concurrence ou en la provoquant au-delà de son niveau naturel, ou en s’opposant à la libre circulation du travail et des capitaux entre emplois et entre lieux. Au sujet de la restriction de la concurrence, Smith s’attaque particulièrement au corporatisme qui, par l’accumulation de privilèges et restrictions, permet aux maîtres et marchands de s’enrichir, en définitive, aux dépens des propriétaires, fermiers et ouvriers de la campagne. Il met en garde particulièrement contre les risques de collusion : « Il est rare que des gens du même métier se trouvent réunis, fût-ce pour quelque partie de plaisir ou pour se distraire, sans que la conversation finisse par quelque conspiration contre le public, ou par quelque machination pour faire hausser les prix. »
Inversement, en attribuant des pensions, bourses, et des places dans les collèges et séminaires, l’État attire dans certaines professions beaucoup plus de gens qu’il n’y en aurait sans cette intervention. Smith cite les curés de campagne, qui sont tellement nombreux du fait de leur éducation quasi-gratuite qu’ils ne peuvent être rétribués au niveau décidé par le parlement. L’éducation littéraire apparaît cependant comme un avantage net (une externalité positive). Les lois sur l’apprentissage et l’exclusivité des corporations, elles, entravent plus la libre circulation des personnes entre métiers que celle des capitaux : « Partout un riche marchand trouvera plus de facilité pour obtenir le privilège de s'établir dans une ville de corporation, qu'un pauvre artisan pour avoir la permission d'y travailler. » En Angleterre, les lois sur les pauvres interdisent de plus pratiquement aux pauvres de changer de paroisse pour trouver un meilleur emploi, un « attentat manifeste contre la justice et la liberté naturelles ». Enfin, des lois sur les taux de salaire n’ont pour but que de rémunérer un ouvrier qualifié au même taux qu’un ouvrier ordinaire.

### La rente et les revenus
La rente ou fermage est le troisième et dernier élément constitutif des prix. La rente est un type de prix de monopole, elle ne vaut pas la valeur minimum possible pour le propriétaire, mais la valeur maximum possible pour le fermier. Alors que la rémunération du capital et le travail interviennent en amont, la rente est présente en aval : Smith suggère qu’elle est déterminée par la quantité de terres cultivées, quantité qui est elle-même déterminée par le niveau de la population (David Ricardo offrira une analyse beaucoup plus fine en 1817 dans Des principes de l'économie politique et de l'impôt). Elle dépend donc de la qualité de la terre, mais aussi du taux moyen de rémunération du travail et du capital. Elle constitue un surplus : lorsque le prix de la terre augmente, le revenu supplémentaire est entièrement capturé par la rente.
Les salaires, le profit et la rente, constituants des prix, sont également les constituants des revenus ; on retrouve cette identité dans la décomposition moderne du produit intérieur brut, où la production totale est égale au revenu total. Les trois classes de la société, dont les revenus entraînent indirectement les revenus de toute la population, sont les propriétaires, les fermiers, et les capitalistes. L’intérêt de ces classes ne coïncide pas nécessairement avec l’intérêt commun. C’est bien le cas pour les propriétaires et les fermiers : ce qui enrichit la nation les enrichit également. Quant aux capitalistes, si l’expansion du marché est profitable à la fois pour eux et pour le public, la restriction de la concurrence est elle profitable à eux seuls. Smith préconise ainsi la plus grande méfiance envers les propositions des capitalistes :

« Toute proposition d'une loi nouvelle ou d'un règlement de commerce, qui vient de la part de cette classe de gens, doit toujours être reçue avec la plus grande défiance, et ne jamais être adoptée qu'après un long et sérieux examen, auquel il faut apporter, je ne dis pas seulement la plus scrupuleuse, mais la plus soupçonneuse attention. Cette proposition vient d'une
classe de gens dont l'intérêt ne saurait jamais être exactement le même que l'intérêt de la société, qui ont, en général, intérêt à tromper le public et même à le surcharger et qui, en conséquence, ont déjà fait l'un et l'autre en beaucoup d'occasions. »

### Capital fixe et capital circulant

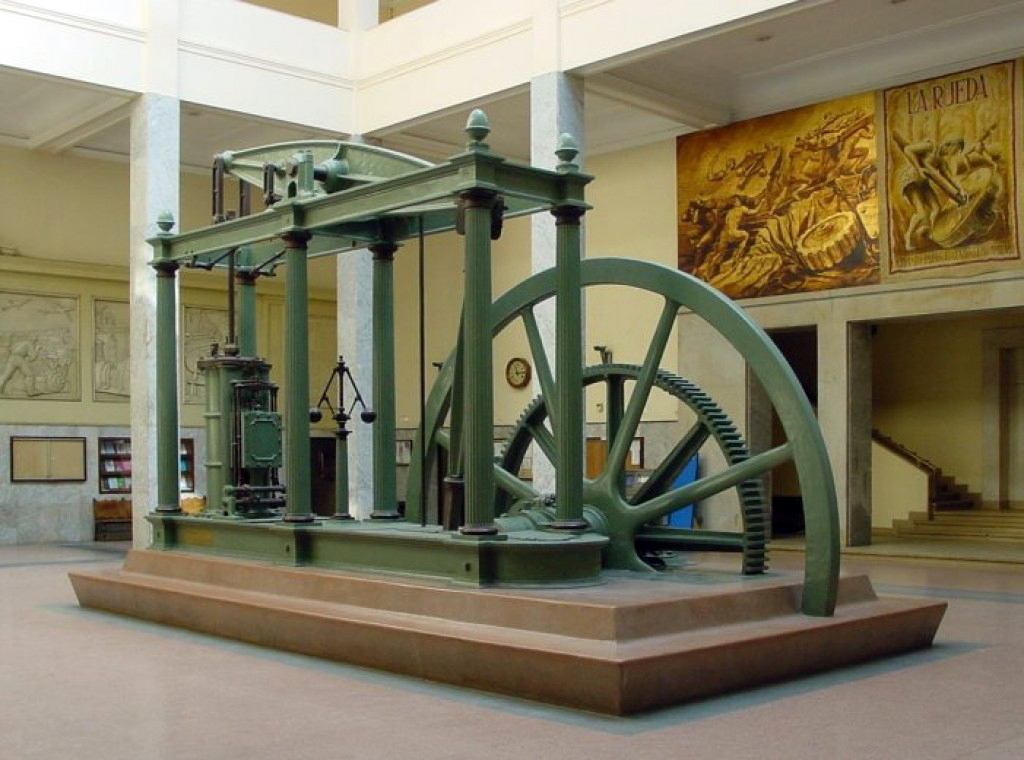
Une machine à vapeur est un exemple de capital fixe

Le fonds accumulé (l’ensemble des possessions) d’une personne se décompose en deux parties : l’une sert à la consommation immédiate (vivres, habits, meubles, etc.) et ne contribue pas au revenu, l’autre peut être employée de sorte à procurer un revenu à son propriétaire. Smith sépare cette deuxième partie, nommée capital, en deux catégories. Le capital fixe engendre un profit sans changer de main, il s’agit par exemple de machines. Les marchandises d’un négociant, plus généralement tous les biens qui sont vendus à profit et remplacés par d’autres biens, constituent le capital circulant.
Cette décomposition se reconduit à l’échelle de la société. Ainsi, les logements entrent dans la catégorie « consommation », qu’ils soient occupés par leur propriétaire ou non (car une maison ne peut rien produire par elle-même). Les habits également, même s’ils peuvent être loués. Le revenu qu’on tire de ces biens « provient toujours, en dernière analyse, de quelque autre source de revenu. » Le capital fixe, lui, est constitué des machines, des bâtiments servant à la production, des améliorations apportées à la terre, et des aptitudes et compétences acquises par tous les membres de la société (ce que l’on appelle aujourd’hui capital humain). Le capital circulant se compose de l’argent, des provisions (aliments ou matières premières) détenues par les producteurs ou négociants, et des produits finis mais non encore vendus. Tous les capitaux fixes proviennent à l’origine de capitaux circulants, et nécessitent la consommation de capitaux circulants pour être entretenus.

### Revenu brut, revenu net, et rôle de la monnaie
Smith fait une distinction entre revenu brut et revenu net : le revenu brut est la somme du produit de la terre et du travail d’un pays, tandis que le revenu net déduit les frais d’entretien du capital fixe et de la part du capital circulant constituée de monnaie. On retrouve cette distinction dans les agrégats modernes : produit intérieur brut et produit intérieur net. L’argent lui-même ne contribue pas au revenu national : « la grande roue de la circulation est tout à fait différente des marchandises qu'elle fait circuler. Le revenu de la société se compose uniquement de ces marchandises, et nullement de la roue qui les met en circulation. » Cette conception est radicalement différente de celle des mercantilistes. L’argent est un moyen de stockage de la valeur, et n’est utile in fine que parce qu’il peut être échangé contre des biens consommables. Smith en déduit le bien-fondé de la monnaie fiduciaire, qui coûte infiniment moins à fabriquer que la monnaie d’argent ou d’or. Cette conclusion est soutenue par une étude des systèmes bancaires d’Angleterre et d’Écosse, où Smith évoque également le système de Law.

### Travail productif, travail non productif, et accumulation du capital
Pour Smith, le travail productif est celui qui contribue à la réalisation d’un bien marchand (comme le travail de l’ouvrier), tandis que le travail improductif n’ajoute à la valeur de rien (comme le travail du domestique, dont les services « périssent à l'instant même où il les rend »). Cette distinction reste couramment utilisée en économie. Il ne sous-entend pas que le travail improductif est inutile ou déshonorable, mais dit simplement que son résultat ne peut pas se conserver, et ne contribue donc pas au fonds de l’économie pour l’année suivante.
Les travailleurs productifs sont rémunérés à partir d’un capital, tandis que les travailleurs improductifs sont rémunérés à partir d’un revenu (rente ou profit). Au fur et à mesure qu’une économie se développe, son capital augmente et la part nécessaire à l’entretien du capital augmente aussi.

Accumulation du capital, division du travail et croissance

Les capitaux augmentent du fait de la frugalité (« la cause immédiate de l'augmentation du capital, c'est l'économie, et non l'industrie »), motivée par l’« effort constant, uniforme et jamais interrompu de tout individu pour améliorer son sort ». En procurant plus de fonds au travail productif, le capital d’un homme économe met en œuvre une quantité supplémentaire de production (en termes modernes, l’épargne est égale à l’investissement). Ainsi, ce qui est épargné est également consommé, mais par d’autres : par des travailleurs productifs au lieu de travailleurs improductifs ou de non-travailleurs, qui reproduisent la valeur de leur consommation, plus une part de profit. À l’inverse, le prodigue entame son capital et diminue la masse des fonds disponibles au travail productif, ce qui diminue le revenu national, même s’il ne consomme que des biens nationaux.
Le seul moyen d’augmenter la production de la terre et du travail est d’augmenter soit le nombre de travailleurs productifs, soit la productivité de ces travailleurs. Cela requiert un capital supplémentaire, soit pour payer ces nouveaux travailleurs, soit pour fournir des nouvelles machines ou améliorer la division du travail.
Un pays qui contient trop d’improductifs (« une cour nombreuse et brillante, un grand établissement ecclésiastique, de grandes flottes et de grandes armées ») peut leur consacrer une part si grande de son revenu qu’il n’en reste plus assez pour maintenir le travail productif à son niveau, ce qui provoque une diminution du revenu national d’année en année.
De même, si la demande de travail augmente, les salaires s’élèvent au-dessus du niveau de subsistance ; à long terme cela provoque l’augmentation de la population et de la demande de nourriture qui augmentent le prix du blé, ce qui pousse le pouvoir d’achat dans la direction du niveau de subsistance (idée reprise par Robert Thomas Malthus). Il ne revient cependant jamais à ce niveau tant que l’accumulation du capital se poursuit, ce qui permet à la société tout entière d’améliorer son sort. Cette amélioration est tout à fait souhaitable pour Smith :

« Cette amélioration survenue dans la condition des dernières classes du peuple
doit-elle être regardée comme un avantage ou comme un inconvénient pour la société
? Au premier coup d'œil, la réponse paraît extrêmement simple. Les domestiques,
les ouvriers et artisans de toute sorte composent la plus grande partie de toute société politique. Or, peut-on jamais regarder comme un désavantage pour le tout ce qui améliore le sort de la plus grande partie ? Assurément, on ne doit pas regarder comme heureuse et prospère une société dont les membres les plus nombreux sont réduits à la pauvreté et à la misère. La seule équité, d'ailleurs, exige que ceux qui nourrissent, habillent et logent tout le corps de la nation, aient, dans le produit de leur propre travail, une part suffisante pour être eux-mêmes passablement nourris, vêtus et logés. »

Smith décrit ainsi un cercle vertueux, entraîné par l’accumulation de capital, qui permet à la population entière d’augmenter son niveau de vie.

### L’intérêt
Lors d’un emprunt, ce que l’emprunteur désire n’est pas l’argent en soi mais le pouvoir d’achat de cet argent (ce qu'il permet d'acheter) ; de même le prêteur lui octroie en fait un droit sur une part du produit de la terre et du travail d’un pays. Quand le capital total d’un pays augmente, la portion disponible à l’emprunt augmente également, et le taux d’intérêt diminue ainsi. Ce n’est pas un simple effet d’échelle, mais la conséquence du fait de l’augmentation du capital rend de plus en plus difficile de trouver un moyen de le rémunérer à l’intérieur du pays. Par conséquent, les différentes formes de capital entrent en concurrence, et leur rémunération diminue ; leur rendement diminue par la même occasion et ce rendement n’est autre que le taux d’intérêt.
Selon Smith, John Law, John Locke et Montesquieu ont commis une erreur courante en supposant que la baisse de valeur des métaux précieux à la suite de la découverte des mines d’Amérique était la cause de la baisse généralisée des taux d’intérêt en Europe, c’est un exemple ancien d'illusion monétaire.
Dans certains pays, la loi interdit l’intérêt. Ces mesures ne servent à rien : « l'expérience a fait voir que de telles lois, au lieu de prévenir le mal de l'usure, ne faisaient que l'accroître; le débiteur étant alors obligé de payer, non seulement pour l'usage de l'argent, mais encore pour le risque que court le créancier en acceptant une indemnité qui est le prix de l'usage de son argent. Le débiteur se trouve obligé, pour ainsi dire, d'assurer son créancier contre les peines de l'usure. » Smith préconise que le taux d’usure doit être légèrement supérieur au taux le plus bas pratiqué, ce qui permet de favoriser les meilleurs emprunteurs sans trop dissuader les autres.

### Les emplois du capital et le système économique de Smith
Smith distingue quatre emplois du capital : directement fournir un produit brut, transformer un produit brut en produit fini, transporter un produit brut ou fini là où il est demandé, diviser un produit en petites parts adaptées aux besoins journaliers des consommateurs. Le premier emploi correspond au secteur primaire moderne, le deuxième au secteur secondaire, les deux autres appartiennent au secteur tertiaire.
La quantité de travail mise en œuvre pour une quantité donnée de capital dépend fortement du secteur d’activité. C’est dans l’agriculture que le capital est le plus productif : il sert non seulement au travail du fermier, mais aussi à celui de « ses valets de ferme, […] ses bestiaux de labour et de charroi qui sont autant d'ouvriers productifs ». Le profit du fermier permet non seulement la reproduction du capital, mais aussi celle de la rente. Viennent ensuite, par ordre décroissant, la manufacture, le commerce de gros (intérieur puis international), enfin le commerce de détail. Smith attribue d’ailleurs la rapide croissance des colonies d’Amérique à la forte proportion de capital qui y est consacrée à l’agriculture.
Chacune de ces branches est non seulement avantageuse, mais aussi « nécessaire et indispensable, quand elle est naturellement amenée par le cours des choses, sans gêne et sans contrainte ».

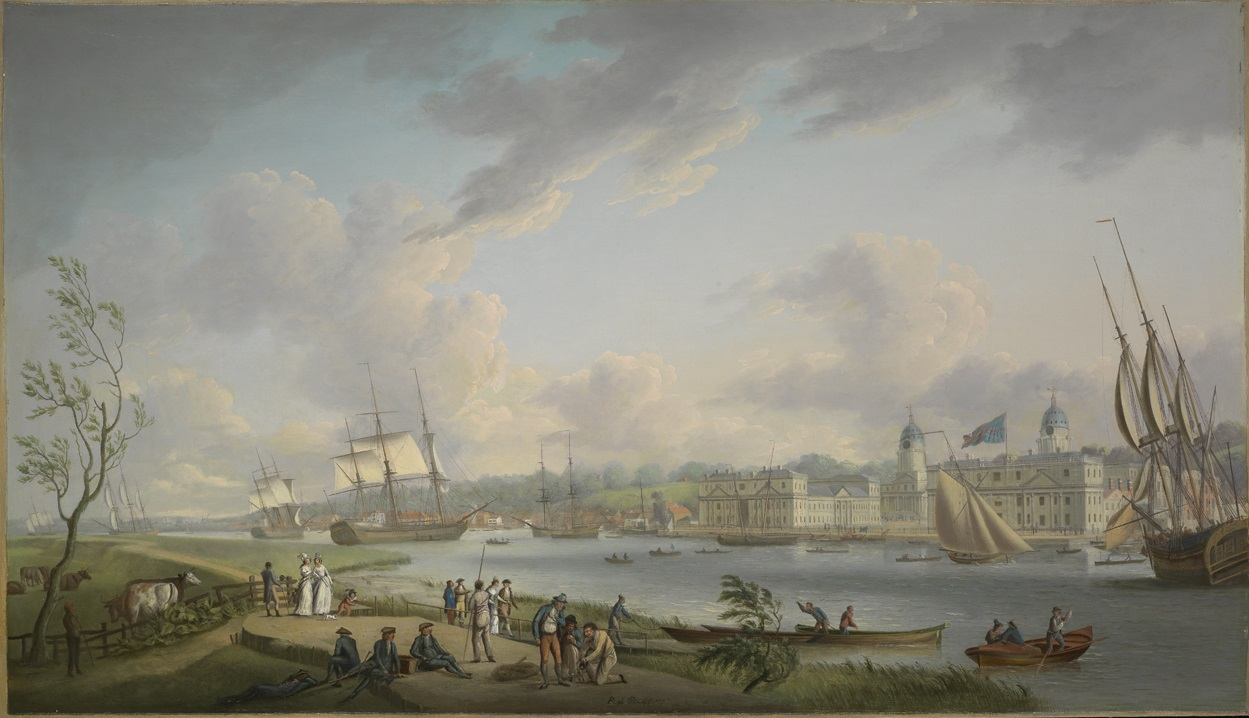
Une marine marchande importante est le symbole d’un pays riche

Au sujet du commerce international, un pays doit exporter son surplus de production non consommé par la demande intérieure, afin de l’échanger contre quelque chose qui y soit demandé. Un pays parvenu à une masse de capitaux importants suffisante pour répondre à la demande intérieure utilisera le surplus pour répondre à la demande d’autres pays : une marine marchande importante est ainsi le symbole d’un pays riche.
Au cours de son exposé sur les emplois du capital, Smith explique la raison principale de la prospérité récente de l’Angleterre :

« Mais, quoique les profusions du gouvernement aient dû, sans contredit, retarder le progrès naturel de l'Angleterre vers l'amélioration et l'opulence, elles n'ont pu néanmoins venir à bout de l'arrêter. Le produit annuel des terres et du travail y est aujourd'hui indubitablement beaucoup plus grand qu'il ne l'était ou à l'époque de la restauration, ou à celle de la révolution. Il faut donc que le capital qui sert annuellement à cultiver ces terres et à maintenir ce travail soit aussi beaucoup plus grand. Malgré toutes les contributions excessives exigées par le gouvernement, ce capital s'est accru insensiblement et dans le silence par l'économie privée et la sage conduite des particuliers, par cet effort universel, constant et non interrompu de chacun d'eux pour améliorer leur sort individuel. C'est cet effort sans cesse agissant sous la protection de la loi, et que la liberté laisse s'exercer dans tous les sens et comme
il le juge à propos; c'est lui qui a soutenu les progrès de l'Angleterre vers l'amélioration et l'opulence, dans presque tous les moments, par le passé, et qui fera de même pour l'avenir, à ce qu'il faut espérer. »

Cette explication et la recommandation jointe illustrent le système intellectuel de la Richesse des nations : d’une part, Smith décrit un système économique sur une base empirique solide ; d’autre part il décrit un système analytique qui explique les relations entre les différentes composantes du système économique. À cette occasion, il offre un certain nombre de recommandations politiques, qui connaissent un retentissement considérable en Angleterre, puis en Occident. Ces recommandations éclipsent souvent la fondation intellectuelle qui les soutient, mais elles expliquent l’immense popularité du livre à sa sortie.
Ces recommandations restent réalistes : contrairement à François Quesnay qui exigeait un système de « liberté parfaite et justice parfaite » pour entreprendre ses réformes, Smith remarque que « si une nation ne pouvait prospérer sans la jouissance d'une parfaite liberté et d'une parfaite justice, il n'y a pas au monde une seule nation qui eût jamais pu prospérer. » Au contraire, l’individu est capable « de conduire la société à la prospérité et à l'opulence, mais […] il peut encore surmonter mille obstacles absurdes dont la sottise des lois humaines vient souvent embarrasser sa marche ».
Smith ne préconise pas non plus un abandon total de la sphère économique par le gouvernement : dans plusieurs cas, il peut être bénéfique, voire nécessaire, de réglementer l’activité. Il préconise ainsi la réglementation du taux d’intérêt afin de ne pas pénaliser les emprunteurs sérieux, et de contrôler l’émission de monnaie. Il est favorable à des taxes sur l’alcool en fonction de son degré, une des plus anciennes propositions de taxe pigovienne. Plus généralement, il admet que « l'exercice de la liberté naturelle de quelques individus, qui pourrait compromettre la sûreté générale de la société, est et doit être restreint par les lois, dans tout gouvernement possible, dans le plus libre comme dans le plus despotique. »

### La régulation du commerce et l’avantage absolu
Smith s’est déjà opposé aux monopoles dans le livre I. Dans le livre IV, il étudie en détail le système mercantiliste britannique, et ses effets pervers. Ceux-ci sont particulièrement apparents dans les relations avec les colonies d’Amérique du Nord, dont la rébellion vient de commencer.
Pour lui, la motivation du commerce international, comme de tout autre commerce, est de profiter de la division du travail. Ainsi, « la maxime de tout chef de famille prudent est de ne jamais essayer de faire chez soi la chose qui lui coûtera moins à acheter qu'à faire. Le tailleur ne cherche pas à faire ses souliers, mais il les achète du cordonnier; le cordonnier ne tâche pas de faire ses habits, mais il a recours au tailleur; le fermier ne s'essaye à faire ni les uns ni les autres, mais il s'adresse à ces deux artisans et les fait travailler. » Le même principe d’avantage absolu s’applique entre pays :
« ce qui est prudence dans la conduite de chaque famille en particulier, ne peut guère être folie dans celle d'un grand empire. Si un pays étranger peut nous fournir une marchandise à meilleur marché que nous ne sommes en état de l'établir nous-mêmes, il vaut bien mieux que nous la lui achetions avec quelque partie du produit de notre propre industrie, employée dans le genre dans lequel nous avons quelque avantage. » L’avantage absolu d’un pays peut être naturel (climat) ou acquis (savoir-faire), ce qui ne change rien à la conclusion : « tant que l'un des pays aura ces avantages et qu'ils manqueront à l'autre, il sera toujours plus avantageux pour celui-ci d'acheter du premier, que de fabriquer lui-même. »
Smith s’oppose en vertu de ce principe à toute politique de contrôle ou de restriction du commerce, dont l’effet n’est que de diminuer la taille du marché potentiel, ce qui limite l’étendue de la division du travail, et donc du revenu national. Les mesures mercantilistes visant à protéger une industrie n’augmentent pas le revenu total, mais en détournent une partie de son usage naturel :

« L'industrie générale de la société ne peut jamais aller au-delà de ce que peut en employer le capital de la société. […] Il n'y a pas de règlement de commerce qui soit capable d'augmenter l'industrie d'un pays au-delà de ce que le capital de ce pays en peut entretenir; tout ce qu'il peut faire, c'est de faire prendre à une portion de cette industrie une direction autre que celle qu'elle aurait prise sans cela, et il n'est pas certain que cette direction artificielle promette d'être plus avantageuse à la société que celle que l'industrie aurait suivie de son plein gré. »

Le système de liberté naturelle préconisé par Smith s’applique tout aussi bien aux relations commerciales avec les étrangers, où l’intérêt personnel s’exprime le plus fortement. Ainsi, dans un des passages les plus célèbres de l’histoire de la pensée économique, il explique que : 

« le revenu annuel de toute société est toujours précisément égal à la valeur échangeable de tout le produit annuel de son industrie, ou plutôt c'est précisément la même chose que cette valeur échangeable. Par conséquent, puisque chaque individu tâche, le plus qu'il peut, 1° d'employer son capital à faire valoir l'industrie nationale, et - 2° de diriger cette industrie de manière à lui faire produire la plus grande valeur possible, chaque individu travaille nécessairement à rendre aussi grand que possible le revenu annuel de la société. À la vérité, son intention, en général, n'est pas en cela de servir l'intérêt public, et il ne sait même pas jusqu'à quel point il peut être utile à la société. En préférant le succès de l'industrie nationale à celui de l'industrie étrangère, il ne pense qu'à se donner personnellement une plus grande sûreté; et en dirigeant cette industrie de manière à ce que (sic) son produit ait le plus de valeur possible, il ne pense qu'à son propre gain; en cela, comme dans beaucoup d'autres cas, il est conduit par une main invisible à remplir une fin qui n'entre nullement dans ses intentions; et ce n'est pas toujours ce qu'il y a de plus mal pour la société, que cette fin n'entre pour rien dans ses intentions. Tout en ne cherchant que son intérêt personnel, il travaille souvent d'une manière bien plus efficace pour l'intérêt de la société, que s'il avait réellement pour but d'y travailler. »

 L’image de la main invisible n’est utilisée qu’à cette occasion dans la Richesse des nations, et Smith n’en fait certainement pas une règle absolue, garantie par des règles empiriques ou métaphysiques. Elle représente des forces sociales, et non la providence.

### Les quatre étapes du développement économique
La Richesse des nations présente un modèle de développement économique en quatre étapes, caractérisées par leur mode de subsistance :
- les peuples chasseurs,
- les peuples pasteurs,
- les nations agricoles ou féodales,
- les nations commerçantes.

L’organisation sociale se développe à chaque âge, et permet à son tour un développement économique renouvelé. Elle permet aussi un raffinement accru dans l’art de la guerre. Chez les chasseurs et les pasteurs, toute la tribu peut partir en guerre ; chez les nations agricoles ou féodales une partie de la population doit rester cultiver (chez les Romains, les soldats revenaient pour faire la moisson, plus tard seuls des fermiers permanents nourrissaient l’ensemble de la population). Dans une société civilisée, « les soldats étant entretenus en entier par le travail de ceux qui ne sont pas soldats, le nombre des premiers ne peut jamais aller au-delà de ce que les autres sont en état d'entretenir ».
Les institutions se développent à chaque nouvelle étape, notamment du fait de l’apparition de droits de propriété qui doivent être défendus. La troisième étape établit un lien d’échange mutuellement bénéfique entre villes et campagnes, ce qui préfigure le bienfait du commerce international, Smith admet toutefois que les bénéfices sont inégalement répartis. Le système de liberté naturelle correspond aux institutions requises pour la quatrième étape.
Karl Marx utilise un modèle similaire mais distinct dans Le Capital, où les étapes correspondent à des modes de production différents, et où la phase contemporaine est caractérisée par l’antagonisme entre le capitaliste et le travailleur.

### La responsabilité du souverain
Smith ne cache pas la mauvaise opinion qu’il a des souverains et des princes. Ils sont dispendieux, prompts à la vanité, frivoles, improductifs. Ils rognent sur la valeur de la monnaie. Ils entreprennent des projets mercantilistes, qui échouent habituellement. Dans le livre V, Smith les confine à un rôle beaucoup plus modeste :
- protéger la société contre toute violence intérieure ou extérieure,
- protéger tous les membres de la société contre l’injustice ou l’oppression causée par un autre membre,
- fournir des infrastructures et des institutions publiques, qui sont bénéfiques à la société, mais qu’un entrepreneur privé ne peut pas financer lui-même profitablement.

La défense nationale n’autorise pas les « aventures » militaires des grands empires, que Smith déplore. Pour lui, les guerres contemporaines ont toutes des causes commerciales et des effets commerciaux. Ainsi, la Guerre de Sept Ans trouve son origine dans les monopoles accordés au commerce colonial.
L’exercice et le financement de la justice sont une responsabilité bien plus importante pour Smith. La justice est intimement mêlée aux querelles sur les droits de propriété et aux relations économiques. Souvent, la défense de la propriété n’est pas juste en soi : « le gouvernement civil, en tant qu'il a pour objet la sûreté des propriétés, est, dans la réalité, institué pour défendre les riches contre les pauvres, ou bien, ceux qui ont quelque propriété contre ceux qui n'en ont point. » Mais dans un pays où l’administration de la justice est relativement impartiale, celle-ci protège la propriété de tous, y compris des pauvres.
La fourniture de biens publics est la troisième fonction indispensable du gouvernement. Smith distingue clairement les politiques mercantilistes d’aide à des secteurs définis (qui profitent aux marchands de ces secteurs au détriment du restant de la population), qui sont en fait des entraves à la croissance, de celles qui sont en mesure d’augmenter le revenu national. Parmi celles-ci, il distingue encore des infrastructures rentables (qui peuvent être financées par le paiement de leur utilisation) de celles, généralement utiles mais non directement rentables, que le gouvernement doit financer. Outre des infrastructures physiques, cette catégorie comprend des dépenses institutionnelles comme l’éducation publique.
Quant aux revenus publics, Smith recommande que les individus paient un impôt proportionnel à leur revenu, sans élément arbitraire, de la manière la plus commode pour eux, et pour un coût minimal. Il dresse à cette occasion un inventaire des taxes absurdes ou arbitraires levées en Grande-Bretagne. Il est également favorable à l’idée que les produits luxueux soient plus lourdement taxés que les autres, afin d’encourager la frugalité, ce qui permet la croissance du revenu national.
Enfin, Smith met en garde contre l’utilisation de la dette publique comme instrument de financement, en raison de son caractère pernicieux. L’emprunt met le souverain à l’abri d’une hausse impopulaire des impôts pour financer l’effort de guerre et, si elle ne se déroule pas sur le sol du pays,

« les gens qui vivent dans la capitale et dans les provinces éloignées du théâtre des opérations militaires ne ressentent guère, pour la plupart, aucun inconvénient de la guerre, mais ils jouissent tout à leur aise de l'amusement de lire dans les gazettes les exploits de leurs flottes et de leurs armées. […] Ils voient ordinairement avec déplaisir le retour de la paix, qui vient mettre fin à leurs amusements, et à mille espérances chimériques de conquête et de gloire nationale qu'ils fondaient sur la continuation de la guerre. »

L’augmentation résultante de la dette publique ne manquera pas d’avoir des conséquences fâcheuses ; Smith évoque « le progrès des dettes énormes qui écrasent à présent toutes les grandes nations de l'Europe, et qui probablement les ruineront toutes à la longue ».
La Richesse des nations n’a pas de réelle conclusion d’ensemble : le dernier passage rappelle l’endettement considérable de la Grande-Bretagne causé par son aventure coloniale : « il y a déjà plus d'un siècle révolu que ceux qui dirigent la Grande-Bretagne ont amusé le peuple de l'idée imaginaire qu'il possède un grand empire sur la côte occidentale de la mer Atlantique […] projet qui a coûté des dépenses énormes, qui continue à en coûter encore, et qui nous menace d'en coûter de semblables à l'avenir », propose l’affranchissement de ces colonies d’Amérique du Nord coûteuses, et se termine par : « il est bien temps qu'enfin elle s'arrange pour accommoder dorénavant ses vues et ses desseins à la médiocrité réelle de sa fortune. »

## Influence de laRichesse des nations

### Influence immédiate

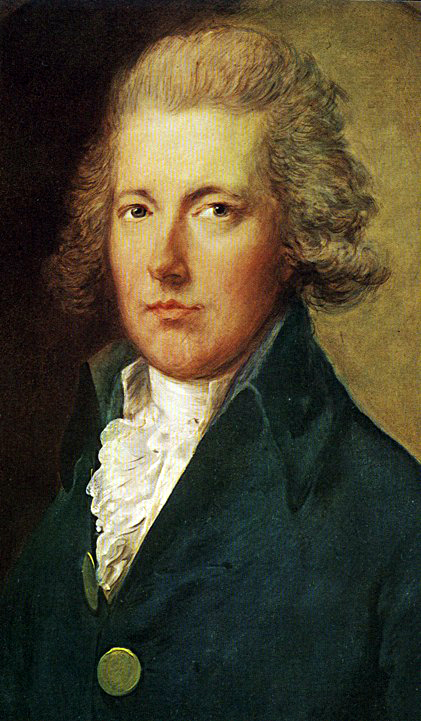
William Pitt le Jeune est un admirateur d’Adam Smith

La première édition est publiée à Londres le 9 mars 1776 par Strahan et Cadell. En deux tomes, elle coûte une livre et seize shillings. David Hume, Samuel Johnson et Edward Gibbon en font l’éloge, et elle est épuisée en six mois. Quatre autres éditions sont publiées du vivant de Smith (1778, 1784, 1786, 1789), soit environ 5000 exemplaires. Pendant ce temps, des traductions en danois (1779-1780), français (1778-1779, 1781) et allemand (1776-1778) sont également publiées.
Le livre a une influence fondamentale sur la politique économique de la Grande-Bretagne. Dès 1777, Lord North adopte deux taxes « smithiennes » : l’une sur les domestiques, l’autre sur les biens vendus aux enchères. Le budget de 1778 comporte une taxe sur l’habitation et une sur le malt. Les hommes politiques demandent rapidement l’avis de Smith sur les affaires du jour, comme la question irlandaise. En 1784, Charles James Fox le cite officiellement pour la première fois au Parlement en 1784. Le premier ministre William Pitt le Jeune en applique les principes dans le traité Eden-Rayneval de libre-échange signé avec la France en 1786, et s’en sert pour l’élaboration de ses budgets. L’Acte d’Union avec l’Irlande découle lui aussi de cette influence ; Pitt était désireux de « libérer l'Irlande de son système périmé de prohibitions ».
Chez les entrepreneurs, que Smith a parfois rencontré au sein de la Lunar Society, son œuvre contribue à une vague de confiance dans la croissance économique et la capacité des entreprises à innover.

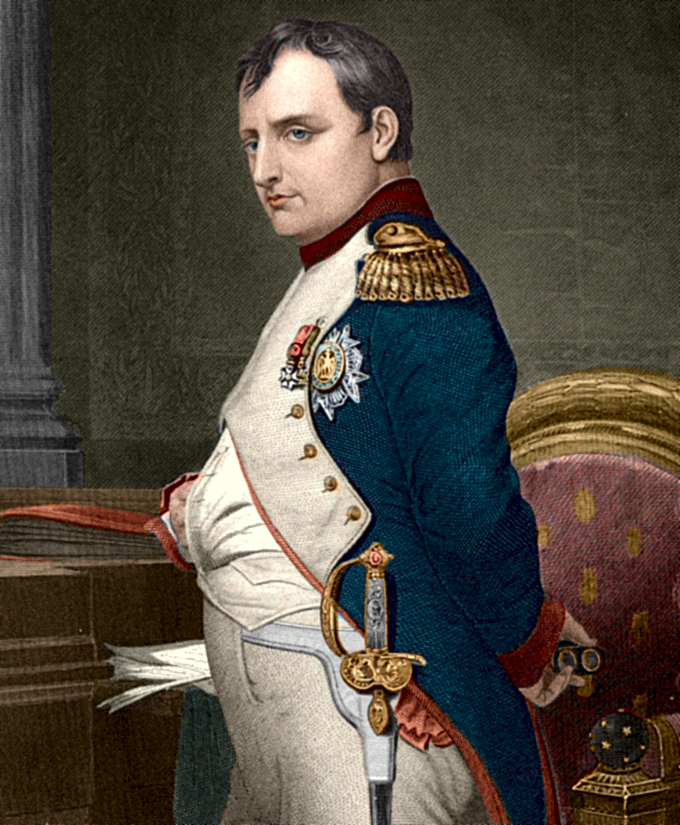
Napoléon Bonaparte

En France, la première mention de la Richesse des nations est une critique dans le Journal des Sçavans, parue en 1777. La première traduction est publiée à La Haye en 1778-1779, son auteur, « M…. », est inconnu. Il peut s’agir de l’abbé Blavet, qui publie une traduction différente par épisodes hebdomadaires dans le Journal de l’agriculture, du commerce, des arts et des finances entre janvier 1779 et décembre 1780, puis dans une édition en six volumes à Yverdon en 1781 et une de trois volumes à Paris la même année. Cette traduction est considérée comme médiocre, mais elle était reconnue par Smith. Jean-Antoine Roucher publie une autre traduction, sans grand mérite, en 1790. Le comte Germain Garnier publie une meilleure traduction en 1802, dont une version est révisée par Adolphe Blanqui en 1843. Néanmoins, les idées de Smith trouvent peu d’écho en France, jusqu’à ce qu’elles soient reprises et développées par Jean-Baptiste Say, à commencer par son Traité d’économie politique de 1803. Napoléon Bonaparte, qui a lu la Richesse des nations à l’École militaire, s’en est peut-être inspiré pour former ses idées économiques : monnaie forte, taux d’intérêt stable, maîtrise des dépenses publiques, refus du recours à la dette sauf en cas d’urgence, abandon de toute participation directe de l’État dans le commerce ; cette thèse n’est toutefois pas prouvée.

### Vulgarisation et détournements
Parmi les plus ardents promoteurs de Smith figurent ceux envers qui il appelait à la plus grande méfiance : les marchands et capitalistes. Selon Thomas Sowell, personne n’a formulé de dénonciations plus cinglantes que Smith à leur sujet, pas même Karl Marx. Smith lui-même ne favorise aucune classe dans la Richesse des nations, mais il y éprouve certainement une grande sympathie pour les pauvres et les consommateurs. Son message de foi dans les principes du marché se trouve détourné en une apologie du laissez-faire (Smith lui-même n’utilise jamais ce terme) et une hostilité dogmatique à toute intervention publique dans le but de promouvoir le bien-être général. Smith est bien sûr opposé au principe d’une manipulation étatique dans le mécanisme du marché (opposition à laquelle il admet des exceptions), mais n’est jamais confronté de son vivant au problème de l’État-providence, et de son effet net sur ce mécanisme : l’idée que l’action publique puisse dépasser les Poor Laws et que le prolétariat puisse avoir une voix dans les délibérations publiques est encore absurde pour son époque.

### LaRichesse des nationsdans l'histoire de la pensée économique
Dans l’histoire de la pensée économique, la Richesse des nations est un ouvrage révolutionnaire : il porte un coup fatal aux théories prémodernes, mercantilisme et physiocratie, et vaut à son auteur le titre (rarement contesté) de « père de l’économie politique ». On y trouve les germes de plusieurs théories ultérieures, comme la loi des débouchés (selon laquelle chaque offre trouve sa propre demande) de Say, la théorie ricardienne de la rente agricole, ou la loi de population de Thomas Malthus ; les économistes rivaux du XIXe siècle le citent en soutien de leurs positions respectives. Plus d'un siècle plus tard, un des géants de l'école néoclassique, Alfred Marshall, déclare au sujet de sa propre œuvre : « Tout est déjà dans Smith ».
Certaines notions de Smith comme la valeur travail, développées par l’École classique, restent dominantes pendant le siècle suivant, jusqu’à la « révolution marginaliste » des années 1870. L’idée d’une valeur travail objective est d’ailleurs un point de désaccord fondamental entre néoclassiques et marxistes, ces derniers suivant Smith et David Ricardo et refusant de reconnaître que la valeur puisse être construite sur des choix subjectifs individuels.
Cependant, Smith a largement sous-estimé l’importance de la révolution industrielle qui débutait sous ses yeux, et son analyse de la société britannique est rapidement dépassée par les évènements : les usines apparaissent et indiquent le passage à un « cinquième âge », celui du capitalisme.

#### Les critiques

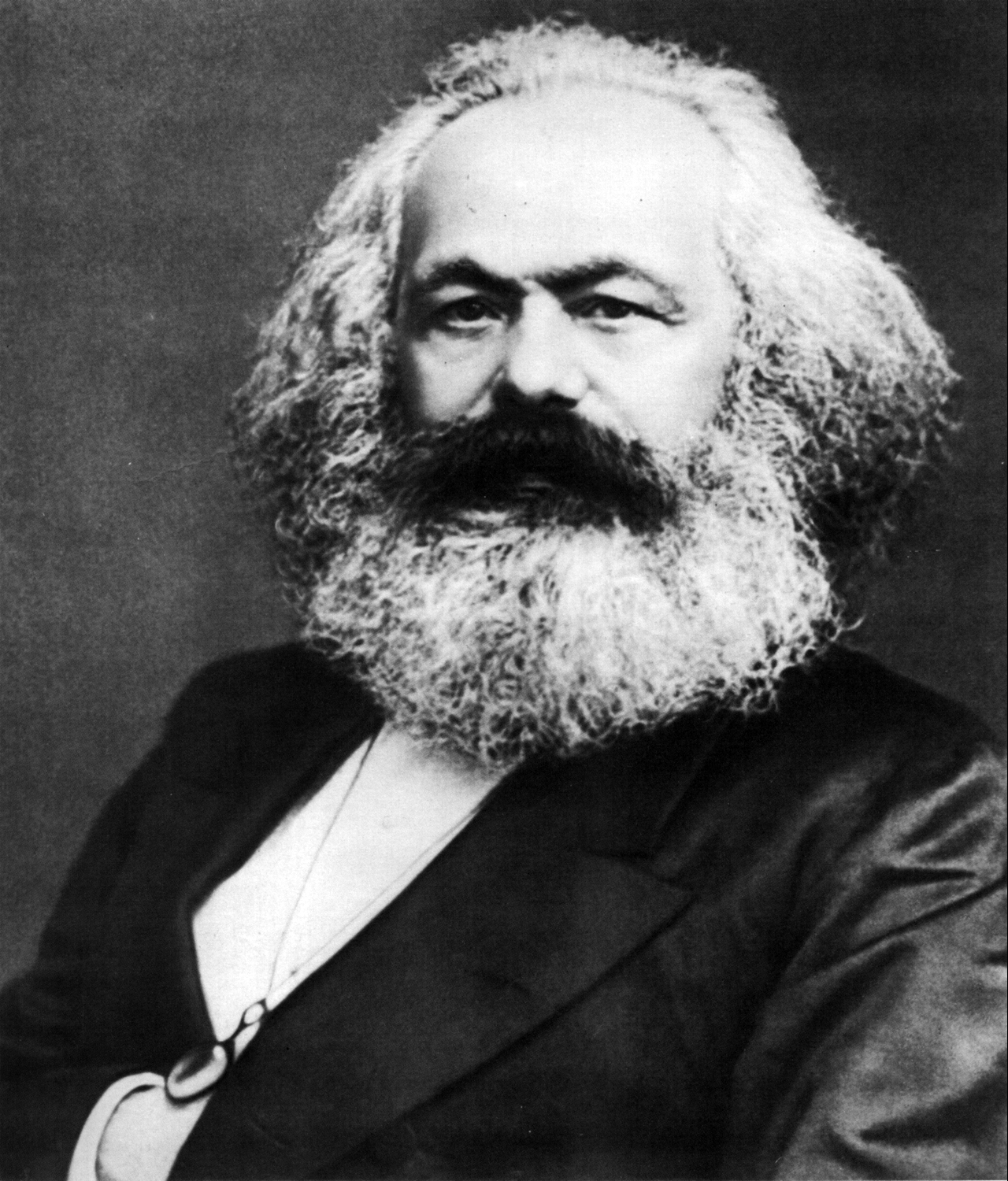
Karl Marx

Un des premiers critiques de la Richesse des nations est le philosophe Jeremy Bentham (le précurseur de l'utilitarisme repris par les auteurs marginalistes), qui dans Défense de l'usure (Defense of Usury) s'attaque aux recommandations de Smith sur la limitation du taux d'intérêt, et propose une théorie distincte de la croissance, basée sur le rôle des innovateurs. Jean-Baptiste Say et plus tard Joseph Schumpeter reprennent et développent cette théorie.
Les prédictions de Smith sur l'enrichissement régulier des salariés poussé par l'accumulation du capital sont démenties peu après sa mort par de brusques augmentations des prix alimentaires, en 1794-1795 et 1800-1801. Les pénuries et les émeutes conduisent Thomas Malthus à écrire son Essai sur le principe de population (1798), où il exprime ses doutes quant à la possibilité de procurer le confort matériel à la majorité de la population. Le philosophe et ami de Smith Edmund Burke offre une prédiction encore plus pessimiste dans Thoughts and Details on Scarcity (1795).
Les thèses de Smith sur les gains mutuels engendrés par le commerce international sont reprises et fortement étendues par David Ricardo dans Des principes de l'économie politique et de l'impôt (1817). Bien avant, des critiques de Smith insistent sur l'idéalisme de ses hypothèses, et favorisent des solutions protectionnistes « adaptées au monde réel ». En 1791, dans son Rapport sur les manufactures, Alexander Hamilton recommande de ne pas spécialiser les États-Unis dans l'agriculture, mais au contraire de mettre en place des barrières douanières afin de permettre le développement d'une industrie nationale, qui pourra concurrencer les Européens. Friedrich List expose cette méthode en 1827, puis la généralise en 1841 (Système national d'économie politique), et John Stuart Mill en fait une doctrine économique rigoureuse (Principes d'économie politique, 1848).
Les critiques des auteurs socialistes du XIXe siècle culminent dans le t. II du Capital de Karl Marx. Selon lui, des contractions cycliques inévitables du capital entraînent une surabondance de travailleurs sur le marché de l'emploi, ce qui ramène systématiquement leur salaire au revenu de subsistance, voire en dessous (puisque sans la charité, les plus pauvres mourraient de faim). De même que Smith a baptisé le « système mercantile » pour le dénoncer, Marx baptise et condamne le « système capitaliste ».
Dans Dette : 5000 ans d'histoire, l'anthropologue David Graeber montre que l'explication traditionnelle de l'origine des économies monétaires, telle que décrite par Adam Smith, ne correspond à aucune réalité empirique. En s'appuyant sur des documents historiques et ethnographiques, l'auteur explique que les systèmes de crédit se sont développés bien avant l'avènement de la monnaie (vers -600), et qu'ils sont toujours observables actuellement dans les économies non monétaires. Le troc, en revanche, ne semble s'appliquer qu'à deux cas spécifiques : des échanges limités entre des sociétés qui ont des contacts peu fréquents — et souvent dans un contexte de guerre ritualisée — ou bien des situations qui suivent l'effondrement rapide d'un système monétaire (comme lors de la crise financière russe de 1998). La thèse de Smith, reprise par les économistes libéraux jusqu'à aujourd'hui, selon laquelle l'argent et le crédit se sont développés à partir de systèmes de troc primitifs constitue donc un mythe. Comme explication alternative au développement de la vie économique, Graeber suggère qu'elle vient plutôt des monnaies sociales, étroitement liées aux interactions non marchandes. Celles-ci s'enracinent dans une toile complexe d'attentes et de responsabilités mutuelles entre personnes qui appartiennent à une même communauté et forment une sorte de « communisme quotidien ».

### Texte intégral
- (en) An Inquiry into the Nature and Causes of the Wealth of Nations at MetaLibri Digital Library (PDF format)
- (en) Adam Smith Institute - Texte anglais html
- (en) Editions anglophones disponibles sur Google Books
- Université du Québec à Chicoutimi (UQAC) - traduction de Germain Garnier (1881)
- Bibliothèque nationale de France (BNF) - traduction de Germain Garnier (1881)
- Editions francophones disponibles sur Google Books

### Sources
- Maurice Baslé, Histoire des pensées économiques, t. 1 : les fondateurs, Sirey, Paris, 1993,  (ISBN 2-247-01666-9)
- (en) Article Adam Smith, Encyclopædia Britannica, édition 1911, lire en ligne
- (en) John Fred Bell, A History of Économic Thought, 2e édition, Ronald Press, New York, 1967, LOC 67-11 583
- (en) Vincent Bladen, From Adam Smith to Maynard Keynes: the heritage of political economy, University of Toronto Press, 1974,  (ISBN 0-8020-2136-0)
- (en) R.H. Campbell et A.S. Skinner, Adam Smith, St Martin’s Press, New York, 1982,  (ISBN 0-312-00423-0)
- (en) Knud Haakonssen éditeur, The Cambridge Companion to Adam Smith, Cambridge University Press, 2006,  (ISBN 978-0521779241)
  - dont le chapitre 12 : Emma Rothschild et Amartya Sen, Adam Smith’s Economics
- (en) Robert L. Heilbroner, The Worldly Philosophers, sixième édition, 1986,  (ISBN 0-671-63482-8)
- (en) Gavin Kennedy, Adam Smith’s Lost Legacy, Palgrave Macmillan, 2005,  (ISBN 1-4039-4789-9)
- (en) Cheng-chung Lai éditeur, Adam Smith across Nations: Translations and Receptions of the Wealth of Nations, Oxford University Press, 2000,  (ISBN 0-19-823339-6)
- (en) E. C. Mossner et I. S. Ross éditeurs, Correspondance d’Adam Smith, volume VI lire en ligne
- (en) Jerry Z. Muller, Adam Smith in his time and ours, The Free Press - Macmillan, 1993,  (ISBN 0-02-922234-6)
- (en) Gerald p. O’Driscoll, Jr. éditeur, Adam Smith and Modern Political Economy: Bicentennial Essays on the Wealth of Nations, Iowa State University Press, 1979,  (ISBN 0-8138-1900-8)
- (en) John Rae, Life of Adam Smith, 1895 lire en ligne
- (en) E. G. West, Adam Smith, Arlington House, 1969, LOC 69-16 949, SBN 87 000-050-0
- (en) Donald White, Adam Smith’s Wealth of Nations, Journal of the History of Ideas, 37:4 (octobre-décembre 1976), p. 715-720 lire en ligne sur JSTOR